# Ammonios Sakkas
Ammonios Sakkas, död cirka 242, var en grekisk filosof i Alexandria under 200-talet. Han grundade nyplatonismen.
Ammonios Sakkas var lärare åt Plotinos, Herennios, Origenes och Cassius Dionysius Longinus. Om hans liv är inte annat känt än vad Porphyrios berättar i sin biografi över Plotinos; han kom från en fattig familj och hans lära skulle hållas hemlig. Hans lärjungar vidarebefordrade dock den, och genom Origenes kom nyplatonismen att få inflytande över kristendomen.